# 持続可能な航空燃料

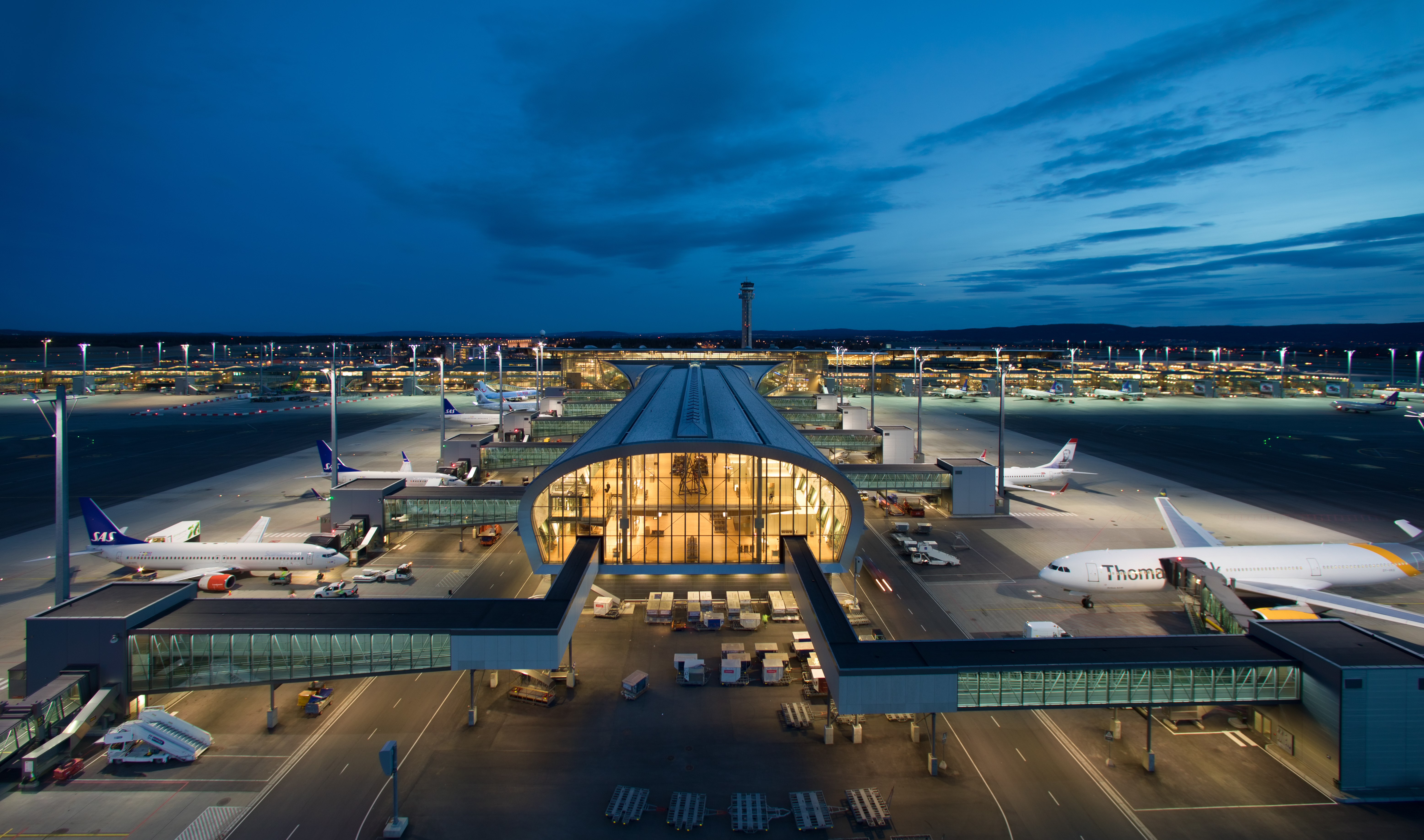
オスロ空港は、2016年以来、提供燃料の一部にSAFを用いる最初の国際空港であり、ロサンゼルス空港とストックホルム空港がこれに続いた。

持続可能な航空燃料（じぞくかのうなこうくうねんりょう、英: Sustainable aviation fuel; SAF）または再生可能代替航空燃料とは、ジェット機で使用される高度な航空バイオ燃料種別の名称であり、持続可能なバイオマテリアル円卓会議 (RSB) などの信頼できる独立した第三者によって持続可能なものとして認定される。この認証は、世界標準化団体ASTM インターナショナルによって発行された安全および性能認証に追加され、定期旅客便での使用が承認されるためには、すべてのジェット燃料が要件を満たす必要がある。

## 認証

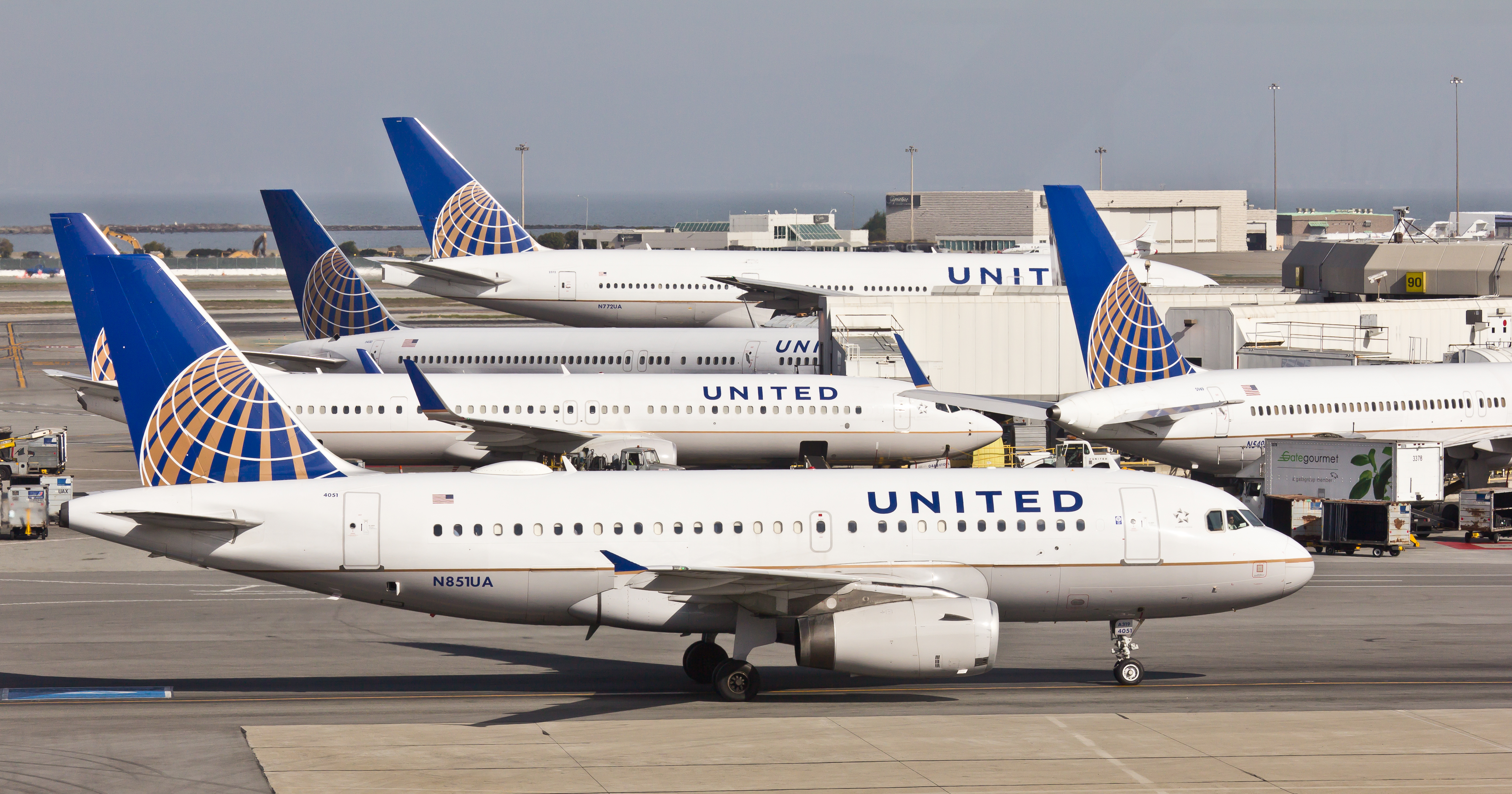
2019年、ユナイテッド航空はボストンを拠点とするWorld Energy社との契約を更新し、今後2年間で最大1,000万ガロンのSAFを商業規模で競争力のあるコストで購入することに合意した。

SAFの持続可能性認証は、主にバイオマス原料に焦点を当てた燃料製品が、長期的な地球環境・社会・経済の「トリプルボトムライン」の持続可能性を考慮した基準を満たしていることを証明するものである。欧州連合域内排出量取引制度などの多くの炭素排出規制制度の下では、認証を受けたSAF製品は、関連する炭素コンプライアンス債務費用の免除を受けることができる。これにより、従来の化石ベースのジェット燃料よりも環境に優しいSAFの経済的競争力がわずかに向上する。しかし当面は、SAF製品が従来のジェット燃料と同等の価格を実現し、広く普及するために、様々な関係者の協力を得て、商業化や規制上のハードルを克服しなければならない課題がいくつかある。
SAFに適用可能な持続可能なバイオ燃料認証制度を最初に立ち上げたのは、欧州に拠点を置く学術的なNGOである持続可能なバイオマテリアル円卓会議 (RSB) であった。このマルチステークホルダー型組織は、持続可能な航空燃料であるというお墨付きを得ようとする、高度な航空バイオ燃料の持続可能性における完全性を判断する世界的なベンチマーク基準を設定した。航空業界をリードする主要航空会社を始めとする持続可能な航空燃料のユーザーグループ（SustainableAviation Fuel Users Group、SAFUG）の参加者は、SAF認証の優先的な提供者としてRSBを支持することを誓約している 。これらの航空会社は、提案されている航空用バイオ燃料は、その導入と市場性を確実にするために、現状と比較して持続可能なバイオ燃料の長期的な環境上の利点を独自に認証していることが重要であると考えている。
| スキーム                   | 持続可能性の基準 |
| -------------------------- | --- |
| EU RED IIリキャスト (2018) | 温室効果ガス (GHG) の削減 - SAFからの温室効果ガス排出量は、それに代わる化石燃料からの排出量よりも低くなければならない：2015年10月5日以前の生産施設では少なくとも50 %、それ以降の生産施設では60 %、2021年以降に操業を開始する施設で生産されるSAFでは65 %の削減が義務づけられる。 土地利用変化 - 炭素ストックと生物多様性：SAF生産のための原料は、生物多様性が高い土地や炭素蓄積量が高い土地（原生林や保護林、生物多様性に富んだ草原、湿地、泥炭地など）から採取してはならない。 その他の持続可能性の問題については、ガバナンス規則に記載されており、自主的な認証制度によってカバーされる可能性がある。                  |
| ICAO「コルシア」           | GHG削減 - 基準 1：SAFは、化石燃料起源のジェット燃料と比べて、GHGをライフサイクルで最低10％排出削減すること。 炭素ストック - 基準1：原生林、湿地、泥炭地はいずれも炭素貯蔵量が多いことから、2008年1月1日以降に用途が変更されたこれらの土地で、得られたバイオマスからSAFを生産してはならない。 基準2：気候変動に関する政府間パネル (IPCC) の土地区分の定義により、2008年1月1日以降に土地利用が変更された場合には、直接的土地利用変化 (DLUC) による排出量を算出しなければならない。DLUC からの温室効果ガス排出量が、関節的土地利用変更 (ILUC) のデフォルト値を超過した場合、DLUC の値が ILUC のデフォルト値に置き換わる。 |

## グローバルな影響
排出権取引その他の炭素コンプライアンス体制が世界的に導入されつつある中、特定のバイオ燃料は、より広範な持続可能性を証明できる場合には、クローズド・エミッション・ループ型の再生可能エネルギーであることを理由に、政府から炭素コンプライアンス債務を免除される可能性がある。たとえば、欧州連合排出量取引制度では、RSBまたは同様の機関によって持続可能であると認定された航空バイオ燃料のみが炭素コンプライアンス債務を免除されることがSAFUGによって提案され、この提案は受け入れられた。SAFUGは、ボーイング社の支援や天然資源防護協議会などのNGOの協力のもと、2008年に航空会社の利益集団によって、設立された。加盟航空会社は業界の15％以上を占めており、全加盟航空会社のCEOは、持続可能な航空燃料の開発と使用に取り組むとする誓約書に署名している。欧州連合では、空港で給油される航空燃料に対するSAFの割合を、2030年までに6％、2050年までに85％まで引き上げる法案が作成された。
SAF認定に加えて、航空バイオ燃料生産者とその製品の完全性は、リチャード・ブランソンのカーボン・ウォー・ルームや再生可能ジェット燃料イニシアチブを使用するなどのさらなる手段によって評価できる。後者は現在、LanzaTech・SG Biofuels・AltAir・Solazyme・Sapphireなどの企業と協力している。この事柄の主要な独立NGOは、Sustainable Sky Instituteである。
2021年現在、供給量が限られている中で需要が増加しているため、供給不足により飛行出来ない懸念が航空会社から示されている。
2022年3月には、航空会社やプラント建設会社など16社が業界の垣根を越えて新団体「ACT FOR SKY」を設立。輸入に頼っているSAFの国産化を目指す。
2024年10月にも、コスモ石油は、SAFの製造設備の試運転を始める。2025年度には国内で初めてとなる量産に入る計画である。

## 主な種類
ASTMインターナショナルでは、いわゆる航空バイオ燃料に関する規格として「ASTM D7566」を定めており、2020年時点では以下の7種類が規格化されている。
| 規格         | 略語        | 変換プロセス                                                                                         | 可能な原料                                         | 混合比 | 事業化提案/プロジェクト                                                                           |
| ------------ | ----------- | --- | -------------------------------------------------- | ------ | ------------------------------------------------------------------------------------------------- |
| D7566 Annex1 | FT-SPK      | フィッシャー・トロプシュ水素化処理合成パラフィン灯油                                                 | 石炭、天然ガス、バイオマス                         | 50 %   | Fulcrum Bioenergy、Red Rock Biofuels、SG Preston、 Kaidi Finland 、 サソル、 シェル 、 Syntroleum |
| D7566 Annex2 | HEFA-SPK    | 水素化処理されたエステルと脂肪酸から製造された合成パラフィン灯油                                     | バイオオイル、動物性脂肪、リサイクルオイル         | 50 %   | World Energy、UOP、ネステ、ダイナミックフューエル、EERC                                           |
| D7566 Annex3 | SIP-HFS     | 水素化処理された発酵糖から製造された合成灯油イソパラフィン                                           | 砂糖生産に使用されるバイオマス                     | 10 %   | アミリス 、トータルSA                                                                             |
| D7566 Annex4 | SPK / A     | 非石油源からの軽質芳香族化合物のアルキル化によって誘導された芳香族化合物を含む合成灯油               | 石炭、天然ガス、バイオマス                         | 50 %   | サソル                                                                                            |
| D7566 Annex5 | ATJ-SPK     | アルコールからジェットへの合成パラフィン灯油                                                         | エタノールまたはイソブタノール生産からのバイオマス | 50 %   | ジーヴォ 、Cobalt、 UOP 、Lanzatech、Swedish Biofuels、Byogy                                      |
| D7566 Annex6 | CHJ         | 廃食油、動植物油脂などの生物系油脂を水熱処理→水素化処理                                              |                                                    | 50 %   | Chevron Lummus、Applied Research Associates、ユーグレナ                                           |
| D7566 Annex7 | HC-HEFA SPK | 微細藻類（ボツリオコッカス・ブラウニー）から生産した粗油（炭化水素を主成分とする）を水素化処理で合成 |                                                    | 10 %   | NEDO、IHI                                                                                         |

## 航空産業の取り組み
国際民間航空機関（ICAO）とその加盟国は、気候変動がもたらす課題に対処するための明確な目標を設定している。
第39回総会において、ICAOは国際航空部門が目指す環境目標に対する世界的なコミットメントを改めて表明した。燃料効率の向上に関連して、年率2 %の運航・効率改善、2020年以降のカーボンニュートラルな航空交通の成長を維持し、業界のカーボンフットプリントを年率2 %削減することを約束した。
国際航空の世界的な目的を達成するために、実施のための行動が特定された一連の措置が計画された。すなわち、航空機による消費量を削減するための航空メーカーによる革新的な技術の開発、代替の持続可能な燃料の開発への投資、航空交通管制の改善、「国際民間航空のためのカーボン・オフセット及び削減スキーム」（CORSIA）と呼ばれる世界的な排出市場の創設による経済的措置である。
これらすべての措置は、カーボンニュートラルな成長に貢献することに加えて、国連の持続可能な開発目標（SDG）に関連する社会的および経済的発展を促進する 。
日本においては、全日本空輸（ANA）がSAFを用いた定期便運航を2020年10月に開始し、日本航空（JAL）も翌2021年2月に古着25万着の綿から製造した国産バイオジェット燃料で羽田-福岡便を運航するなど、環境負荷の少ないジェット燃料の導入を進めている。2021年6月17日には、国産SAFを使用した定期便フライトがJALとANAによって行われた。両社は同年10月8日に共同レポート『2050年航空輸送におけるCO2排出実質ゼロへ向けて』の策定を発表し、SAFは収集・生産から燃焼までのライフサイクルでCO2排出量を従来の燃料より約80%削減することができるとしている。
2021年1月、ボーイングは2030年までに販売するすべての商用機をSAF100%航空燃料での飛行を可能にして認証を取得することをコミットした。